# Пентанема шершавая
Пентанема шершавая (лат. Pentanéma hírtum), или Девяси́л шерша́вый, или Девясил жестковоло́сый (устаревшие синонимы), — вид многолетних травянистых растений, относящийся к роду Пентанема (Pentanema) семейства Сложноцветные (Asteraceae). До 2018 года включался в состав рода Девясил (Inula), в широком объёме признанный полифилетичным.

## Ботаническое описание

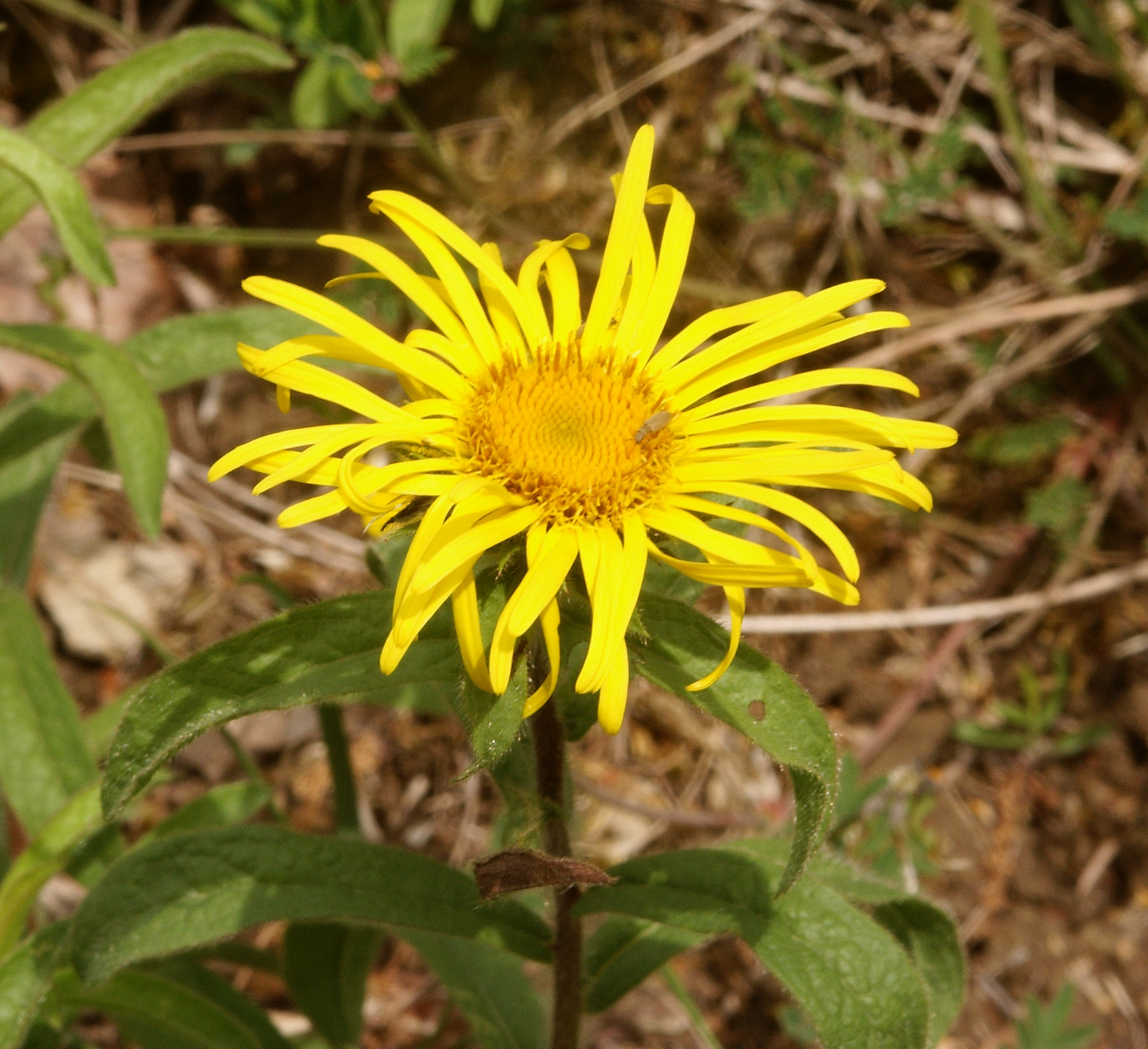
Соцветие-корзинка

Многолетнее травянистое растение с деревянистым корневищем и прямостоячим, часто красновато-бурым, стеблем 25—50 см. Всё вегетативные части растения покрыты жестковатыми рыжеватыми волосками.
Листья несколько кожистые, с хорошо выраженной сетью жилок, в очертании продолговато-ланцетные или яйцевидно-продолговатые, 4—8 см длиной и 0,8—2 см шириной, сидячие, с округлым полустеблеобъемлющим основанием, нижние — несколько суженные к основанию. Край листовой пластинки цельный до мелкозубчатого и реснитчатого.
Соцветия-корзинки обычно одиночные, до 3—7 см в диаметре. Обёртка 1,5—1,8 см в диаметре, наружные листочки её ланцетные, 10—12 × 1,2—1,5 мм, прямые, волосистые, внутренние — линейные, 10 × 1 мм. Краевые цветки золотисто-жёлтые, ложноязычковые, пестичные, с линейным язычком около 10 мм длиной и трубкой 4—5 мм длиной. Срединные цветки трубчатые, жёлтые, обоеполые.
Семянки 2 мм длиной, тонкоребристые, бурые, голые, с хохолком из щетинок.

## Распространение
Широко распространённый в Европе и Западной Азии вид от Атлантической Европы до Западной Сибири и Средней Азии. Встречается преимущественно в степных районах, в лиственных лесах, в степях, по склонам, зарослям кустарников.

## Таксономия
Pentanema hirtum (L.) D.Gut.Larr., Santos-Vicente, Anderb., E.Rico & M.M.Mart.Ort., Taxon 67 (1): 159 (2018). — Inula hirta L., Sp. Pl. 2: 883 (1753).

### Синонимы
- Aster hirtus (L.) Scop., 1772
- Helenium hirtum (L.) Kuntze, 1891
- Inula hirsuta Gueldenst., 1791
- Inula hirta L., 1753
- Inula involucrata Kalen., 1845
- Inula melanolepidea Kalen., 1845
- Jacobaea hirta (L.) Merino, 1906
- Pulicaria salicina (L.) J.Presl & C.Presl, 1819
- Ulina hirta (L.) Opiz, 1852